# Mixocetus
Mixocetus — рід вимерлих вусатих китів, що належать до родини Tranatocetidae. Відомий лише з пізнього міоцену (тортону) округу Лос-Анджелес, Каліфорнія.

## Опис
Mixocetus — це містицет великого розміру з довгим вузьким рострумом, міцною черепною коробкою.

## Таксономія
Голотипом цього виду є LACM 882. Він був зібраний з формації Modelo (ранній тортон, 10–11.6 млн років) Лінкольн-Хайтс в окрузі Лос-Анджелес, Каліфорнія. Зараз він знаходиться як постійна експозиція в Музеї природознавства округу Лос-Анджелес в Експозиційному парку, Лос-Анджелес.